# Church of the Ugandan Martyrs (Happy Hill, Grenada)
Die Church of the Ugandan Martyrs ist eine römisch-katholische Kirche in der Siedlung Happy Hill im Parish Saint George im Inselstaat Grenada, 5 km nördlich der Hauptstadt St. George’s.
Die Kirche gehört zum Bistum Saint George’s in Grenada (Dioecesis Sancti Georgii). Sie ist den 22 Märtyrern von Uganda geweiht.